# Robert Clara
Robert "Rob" Clara (Burcht, 26 juli 1923 - Edegem, 19 augustus 2000) was een Belgisch kinderarts. Hij was een specialist in neonatologie, speelde een pioniersrol in de strijd tegen kindermishandeling en incest en was stichter van  het vertrouwensartscentrum. Hij gaf les als hoogleraar kindergeneeskunde aan de Universitaire Instelling Antwerpen. Van 1979 tot 1983 was hij ook rector van deze instelling.

## Biografie
Robert Clara studeerde geneeskunde aan de Rijksuniversiteit Gent. Hij specialiseerde zich als pediater in Heidelberg en Göttingen in Duitsland. Hij deed veel wetenschappelijk werk op het gebied van gezondheid en ethische kwesties zoals abortus en euthanasie. Hij was een fervente tegenstander van overconsumptie van geneeskunde. Clara was lid van de Nationale evaluatiecommissie zwangerschapsafbreking.
In Antwerpen is een Professor Claraplein en in Zwijndrecht een Robert Clarastraat.